# Horse Armoury

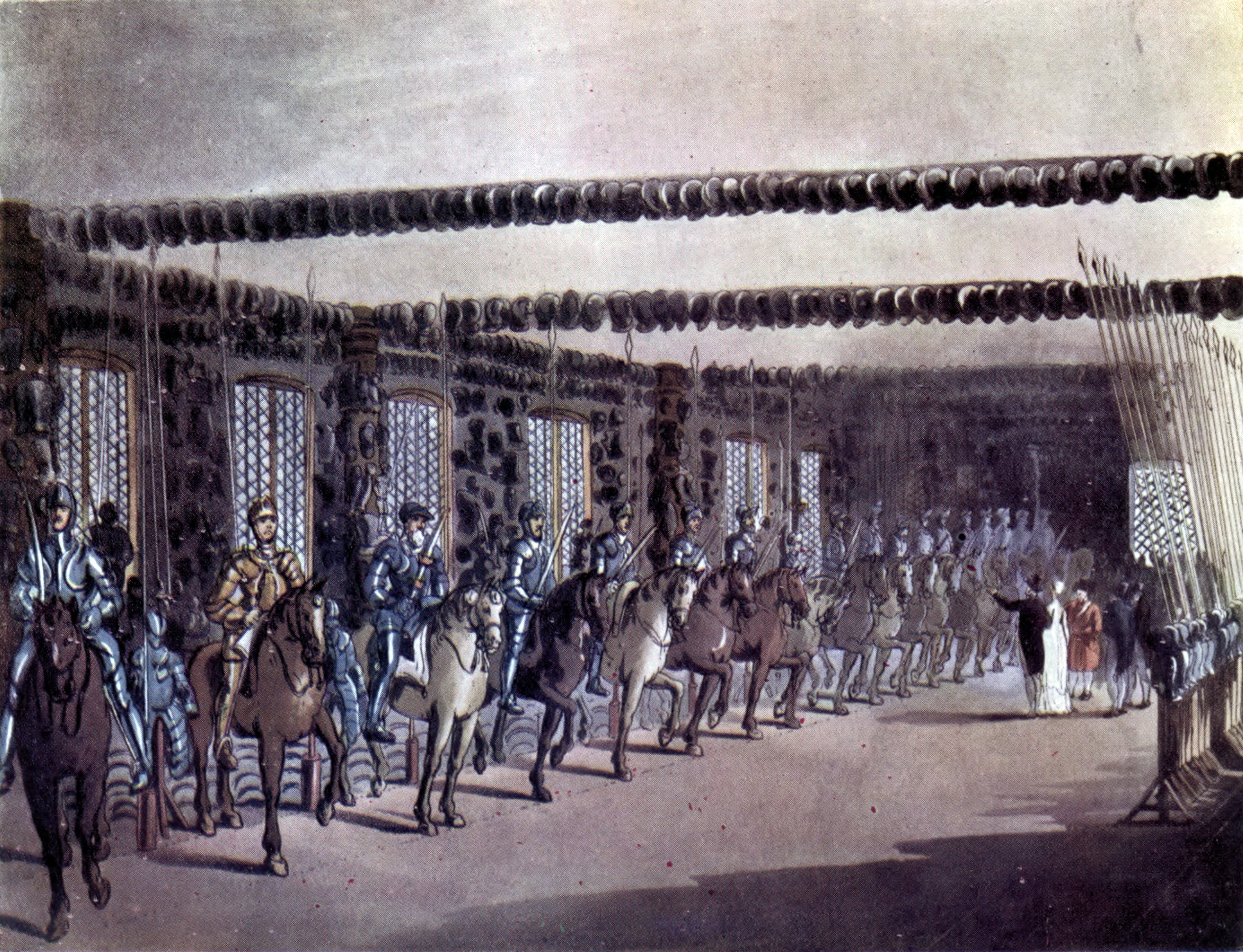
Line of Kings in der Horse Armoury

Die Horse Armoury war ein Gebäude in der Festung des Tower of London. Das einstöckige Gebäude schloss südlich an den White Tower an und stand somit im innersten Festungsring des Towers. Bekannt wurde es vor allem durch seine Ausstellung, die Line of Kings. Das Board of Ordnance ließ die Horse Armoury als Ausstellungsgebäude im Jahr 1825 errichten. Im Zuge der "mittelalterlichen" Umgestaltung des Towers, wurde die Horse Armoury 1877 abgerissen.

## Gestaltung

Horse Armoury um 1910

Die Horse Armoury war 150 Fuß (etwa 50 Meter) lang und 33 Fuß (etwa 10 Meter) breit und bestand aus einem einzigen Raum. Ihr vorgelagert waren drei Türmchen südlich des Gebäudes. Der Fußboden war in Backstein gearbeitet. In der Horse Armoury waren die Wachsfiguren von 22 englischen Königen und Adligen aufgestellt. Diese saßen auf einem Pferd und waren mit Rüstungen und Waffen geschmückt. Die Horse Amoury war zusammen mit der Tower-Menagerie, dem Jewel House mit den Britischen Kronjuwelen und den Spanish Armouries eine der Besucherattraktionen im Tower des 19. Jahrhunderts. Neben der Line of Kings waren noch verschiedene andere Ausstellungsstücke in der Horse Armoury untergebracht.
Durch das Gebäude führte mittig ein langer, breiter Gang. Nördlich von diesem war die Reihe der Könige aufgebaut. Südlich des Gangs an den Fenstern und zwischen den Figuren waren die weiteren Ausstellungsstücke. Der Eingang zur Horse Armoury befand sich an der Front am Ostende des Gebäudes. Licht fiel durch vier große Fenster in den Raum, die mit Figuren und Waffen geschmückt waren. 
Um die Horse Armoury zu errichten, musste eine Garage für Kutschen abgerissen werden, die sich seit 1717 an dieser Stelle befunden hatte. Der Baumeister des Gebäudes lässt sich heute nicht mehr eindeutig feststellen, wahrscheinlich handelte es sich jedoch um Sekretär für Arbeiten am Tower, Wright. Während das Gebäude offensichtlich im Stil zum White Tower passen sollte, waren die zeitgenössischen Kommentatoren nicht der Meinung, dass es gelungen sei. Zeitgenössische Kritiken bezeichneten als banal und empfahlen die Entlassung des Baumeisters aus dem königlichen Dienst.
Nach dem Abriss fanden die Bauarbeiter an der Stelle eine original mittelalterliche Mauer, die den Wardrobe Tower mit dem White Tower verbunden hatte.

## Line of Kings
Die Line of Kings in ihrer Grundkonzeption ist älter als die Horse Armoury. Sie entstand bereits im 17. Jahrhundert und war zusammen mit der Spanish Armoury in Lagerhäusern nördlich des White Towers untergebracht. Nachdem diese Lagerhäuser in den 1680ern zugunsten des Baus des Grand Storehouses abgerissen wurden, zog die Line of Kings vorerst in den White Tower.
Die aufgestellten Figuren stellen entweder englische Könige oder Adlige dar. Während die Könige aus der gesamten Zeit der englischen Geschichte stammen, beschränkt sich die Auswahl der Adligen auf die Zeit der Tudors. Hier stehen vor allem Favoriten von Heinrich VIII, Elizabeth – die selber keine Figur hat – und Jakob I. Im Einzelnen handelt es sich um:
- Edward I. in seiner eigenen Rüstung
- Heinrich VI. in einer historischen Rüstung, die nicht ihm selbst gehörte
- Edward IV. in einer historischen Turnierrüstung
- Heinrich VII. in einer historischen Rüstung
- Heinrich VIII. in seiner eigenen Rüstung
- Charles Brandon, 1. Duke of Suffolk in seiner eigenen Rüstung
- Edward Clinton, 1. Earl of Lincoln in einer historischen Rüstung
- Edward VI. in einer historischen Rüstung
- Francis Hastings, 2. Earl of Huntingdon in einer historischen Rüstung
- Robert Dudley, 1. Earl of Leicester in seiner eigenen Rüstung
- Henry Lee of Ditchley
- Robert Devereux, 2. Earl of Essex
- Jakob I.
- Horace Vere, 1. Baron Vere of Tilbury
- Thomas Howard, 21. Earl of Arundel
- Henry Frederick Stuart, Prince of Wales
- George Villiers, 1. Duke of Buckingham
- Karl I. im Alter von 12 in seiner eigenen Uniform
- Thomas Wentworth, 1. Earl of Strafford
- Karl I. als erwachsener Mann
- Jakob II.

Über den Figuren der Könige war in einem gotisch inspirierten Bogen ein Banner angebracht. Auf diesem standen in goldenen Buchstaben jeweils Name, Rang und Lebensdaten der entsprechenden Person.
Die Ausstellung in der Horse Armoury gestaltete der Rüstungsexperte Samuel Rush Meyrick, der jedoch zu seinem großen Ärger nicht bei der Konstruktion und Gestaltung des Gebäudes zu Rate gezogen wurde.